# Convento de la Trinidad (Carmona)
La iglesia y Convento de la Santísima Trinidad de Carmona (Sevilla, España), son un conjunto de edificaciones que incluyen como piezas fundamentales la propia iglesia y la zona de la clausura, ésta organizada alrededor de un patio central donde existen otras dependencias próximas al actual huerto.

## Historia
El origen en la historia de este convento de Agustinas descalzas comienza en el año 1629 cuando por donación de unas casas de su propiedad por Doña Juana Camacho, la comunidad funda una nueva sede de la Orden de las Recoletas Descalzas de San Agustín en la localidad. Casi un siglo después se hace necesario el levantamiento de la actual iglesia, encargándose de su diseño Diego Antonio Díaz, arquitecto de gran recorrido en su carrera profesional durante la primera mitad del siglo XVIII como Maestro Mayor del Arzobispado hispalense.
La construcción de la iglesia se comienza en 1718 continuándose las obras hasta 1748, año de su finalización según documentan las actas del Concejo de la ciudad.

## Características

### La iglesia
De estilo barroco y planta de cruz latina y de una sola nave con crucero y capilla mayor de testero plano, en sus muros perimetrales se adosan pilastras cajeadas entre las que se levantan interesantes retablos en el lado del Evangelio, y vanos o puertas que dan acceso al templo en el lado de la Epístola. La nave se cubre por bóveda de cañón con lunetos reforzada con arcos fajones decorados con motivos geométricos, mientras que el crucero se cubre con cúpula sobre tambor y pechinas con decoración a base de medallones con la representación en relieve de los cuatro evangelistas. El interior de la cúpula queda dividido por nervios que confluyen en un círculo central entre los que se abren óculos, mostrando el tambor un anillo de perfil ondulado decorado con dentellones. Cuenta la iglesia con un coro bajo y un coro alto, que se sitúan a los pies del templo; el primero de ellos cubierto con bóvedas baídas divididas por arcos fajones en dos tramos de planta rectangular. 
El retablo mayor es obra barroca en madera tallada y barnizada, de planta rectangular, realizado por Felipe Fernández del Castillo y Miguel de Gálvez entre los años 1750 y 1760. Los retablos laterales y los de los brazos del crucero son obras asimismo barrocas realizadas entre los años 1750 y 1850, todos ellos en madera tallada, acabados en dorado o barnizado, y se dedican a distintas advocaciones marianas o de santos.

### Restantes dependencias
De las restantes dependencias conventuales destacan la escalera, decorada con azulejos planos de los últimos años del siglo XVI, y el claustro, construido en 1700, de planta irregular y galerías porticadas cubiertas con alfarje mudéjar, cuyos frentes se componen de arcos de medio punto que descansan sobre columnas de mármol. 

### Exteriores
Exteriormente la iglesia presenta la fachada principal en el lado de la Epístola, donde  destacan los volúmenes del crucero y la torre-campanario dispuestos en un plano anterior de la línea de fachada. Desde la torre parte un muro coronado por merlones que circunda la zona de los pies del templo cerrando un recinto dedicado a cementerio. 
Entre la torre y el crucero se abre una interesante solución barroca consistente en dos portadas gemelas estructuradas mediante un alzado de dos cuerpos: el inferior con vano adintelado flanqueado por pilastras cajeadas y frontón curvo partido entre pináculos piramidales; y el superior con una hornacina central con pedestal circular flanqueada por pilastras coronado con frontón trilobulado y rematado con una cruz recercada con molduras. 
La torre es de planta cuadrada y está compuesta de dos cuerpos y remate superior. El primero presenta un alto fuste cerrado que llega en altura hasta la cubierta de la nave de la iglesia, mientras que el segundo muestra vanos de medio punto entre pilastras cajeadas que sostienen una cornisa y se cubre con un cuerpo piramidal decorado de cerámica en colores azul y blanco. 
En el exterior de la iglesia destaca también la cúpula del crucero, de planta octogonal cubierta con teja árabe en cuyos frentes se abren óculos sobre los que se crea una cornisa rematada en sus ángulos con pilares acabados en pináculos. En el centro se levanta un cuerpo a modo de linterna, cubierto con cerámica de color verde y blanco y coronado con un cuerpo troncocónico y cruz de forja.
La fachada de los pies del templo presenta el muro de cerramiento del cementerio y se continúa por su costado izquierdo con una de las casas que se incorporaron al convento.
Actualmente, convento e iglesia están inscritos en la catalogación de Bien de Interés Cultural en su categoría de monumento, según aparece reflejado en la publicación del BOJA en el año 2005.